# NGC 5623
NGC 5623 est une galaxie elliptique située dans la constellation du Bouvier. Sa vitesse par rapport au fond diffus cosmologique est de 3 534 ± 31 km/s, ce qui correspond à une distance de Hubble de 52,1 ± 3,7 Mpc (∼170 millions d'al). Elle a été découverte par l'astronome germano-britannique William Herschel en 1785.
NGC 5623 est une galaxie LINER, c'est-à-dire une galaxie dont le noyau présente un spectre d'émission caractérisé par de larges raies d'atomes faiblement ionisés.